# Ceratocephalus karvinskianus
Ceratocephalus karvinskianus là một loài thực vật có hoa trong họ Mao lương. Loài này được (DC.) Kuntze miêu tả khoa học đầu tiên năm 1891.